# Halls
Halls — найбільший цукерковий бренд у світі, що займає понад 50 % світового ринку льодяників.
Бренд HALLS з'явився 1893 року, а 1930-го брати Холс винайшли й запатентували льодяники з ментолово-евкаліптовим смаком. У країнах північної півкулі їх споживають як засіб від кашлю та болю в горлі. Натомість у країнах зі спекотним і сухим кліматом HALLS купують як цукерки, що несуть прохолоду та свіжість. Цукерки HALLS доступні в понад 26 смаках

## Смаки

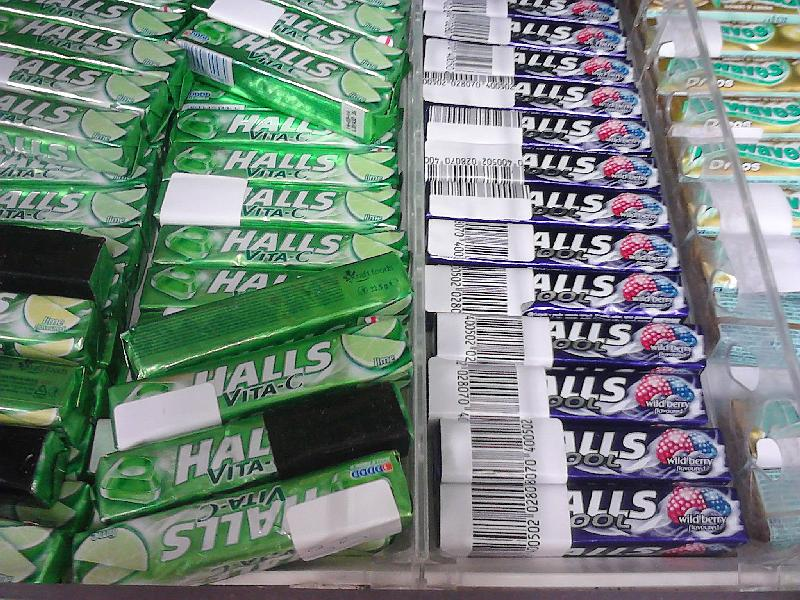
Льодяники Halls

### Смаки
- Air Mint (доступний тільки в Аргентині)
- Black Cherry (без цукру)
- Blackcurrant
- Blackberry-Lyptus (доступний тільки в Південній Америці)
- Canada Dry Ginger Ale
- Caribe (доступний тільки у Мексиці)
- Chela-Limón (Beer & Lemon) (доступний тільки у Мексиці)
- Cherry
- Citrus Blend
- Colours
- Fresh Mint
- Green Tea (доступний тільки в Китаї і Японії)
- Green Grapes (доступний тільки в Південній Америці)
- Grape (доступний тільки у Мексиці)
- Harvest Peach with Soothing Honey Center (Halls Naturals)
- Honey-berry (без цукру)
- Honey-Lemon
- Ice Blue Peppermint
- K-fe (Coffee) (доступний тільки у Мексиці)
- Kiwi-Apple (без цукру)
- Lemon Pie (доступний тільки в Південній Америці)
- Licorice (без цукру, доступний у Данії)
- Mentho-Lyptus
- Mint & Chocolate (доступний тільки у Мексиці)
- Mountain Berry with Soothing Honey Center (Halls Naturals)
- Mountain Menthol (без цукру)
- «Naturals» including Sweet Herbal Mint
- Orange
- Paloma (доступний тільки у Мексиці)
- Peppermint with Vanilla Crystals (Доступний у Бразилії)
- Piña Colada
- Peach (доступний у Мексиці і Південній Америці)
- Pomegranate
- Raspberry
- Refresh (Extra Moist)
- Spearmint
- Strawberry
- Strawberry Filled with Chocolate (Доступний у Бразилії)
- Sunshine Citrus (Halls Naturals)
- Sweet Herbal Mint (Halls Naturals)
- Tropical Fruit
- Watermelon (Доступний у Бразилії, Аргентині і Таїланді)

### У Великій Британії
- Mentho-lyptus Blackcurrant
- Mentho-lyptus Extra strong
- Mentho-lyptus Honey & Lemon
- Mentho-lyptus Ice cool
- Mentho-lyptus Original
- Mentho-lyptus Sugar-Free Cherry
- Mentho-lyptus Sugar-Free Original
- Soothers Blackcurrant
- Soothers Cherry
- Soothers Peach And Raspberry
- Soothers Strawberry

### В Україні
- Оригінальний
- Colours
- Вишня
- Ментол Екстра
- Мед з лимоном
- Лісові ягоди
- Кола з Кофеїном
- Льодяники Halls Mini Mints зі смаком кавуна
- Льодяники Halls Mini Mints зі смаком апельсина та манго з вітаміном В без цукру
- Льодяники Halls Mini Mints зі смаком м'яти та вітаміном В без цукру
- Цукерки Halls зі смаком кавуна жувальні
- Цукерки Halls зі смаком м'яти жувальні
- Гумка жувальна Halls м'ята
- Гумка жувальна Halls евкаліпт